# Phyllodromica adusta
Phyllodromica adusta är en kackerlacksart som först beskrevs av Fischer 1846.  Phyllodromica adusta ingår i släktet Phyllodromica och familjen småkackerlackor. Inga underarter finns listade i Catalogue of Life.